# Chaershan Shuiku
Chaershan Shuiku (kinesiska: 茶尔山水库) är en reservoar i Kina. Den ligger i provinsen Yunnan, i den sydvästra delen av landet, omkring 69 kilometer söder om provinshuvudstaden Kunming. Chaershan Shuiku ligger 1 796 meter över havet. Arean är 1,0 kvadratkilometer. Trakten runt Chaershan Shuiku består till största delen av jordbruksmark. Den sträcker sig 1,8 kilometer i nord-sydlig riktning, och 1,4 kilometer i öst-västlig riktning.
Genomsnittlig årsnederbörd är 1 044 millimeter. Den regnigaste månaden är juni, med i genomsnitt 211 mm nederbörd, och den torraste är februari, med 12 mm nederbörd.